# Flickan
Flickan är en svensk dramafilm från 2009 i regi av Fredrik Edfeldt och med manus av Karin Arrhenius. 
Filmen fick flera filmpriser, bland annat en Guldbagge till Hoyte van Hoytema för bästa foto, och var nominerad i klasserna bästa kvinnliga biroll (Tova Magnusson-Norling), bästa regi och bästa manuskript.

## Handling
Sommaren 1981 blir en flicka lämnad med sin faster när resten av familjen åker till Afrika för ett biståndsprojekt. Fastern ger sig ganska snabbt iväg med en man, och flickan måste lova att vara stark och inte berätta det för någon. Flickan hemlighåller att hon är helt ensam och ägnar sig åt att umgås med sina kompisar, leta grodor och förundras över de vuxnas ofta absurda och ansvarslösa beteende.

## Rollista
- Blanca Engström – flickan
- Shanti Roney – pappan
- Annika Hallin – mamman
- Calle Lindqvist – Petter
- Tova Magnusson – Anna
- Leif Andrée – Gunnar
- Ia Langhammer – Elisabeth
- Emma Wigfeldt – Tina
- Michelle Vistam – Gisela
- Vidar Fors – Ola
- Mats Blomgren – Olas pappa
- Krystof Hadek – ballongmannen
- Eleonora Gröning – simskolefröken
- Per Burell – Björn Curman
- Henric Holmberg – herrmiddagsvärd

## Produktion
Filmen producerades av Acne Film i samarbete med bland annat Canal+ Television, Scanbox Entertainment, Film i Väst och SVT och spelades in i Upphärad i Trollhättan. Filmen distribuerades i Sverige av Scanbox Entertainment och såldes utomlands av Delphis Films.
Filmen hade biopremiär i Sverige 4 september 2009 och visades även på Göteborgs filmfestival 2010.

## Mottagande
Filmen fick ett bra mottagande av kritiker och landade på ett snittbetyg på 3,8 på kritiker.se.